# Srce je popotnik
"Srce je popotnik" je skladba skupine Obvezna smer iz leta 1986. Avtor glasbe je Toni Kapušin, tekst pa je napisal Ivan Sivec. Spot so posneli šele nekaj let kasneje.

## Pop delavnica '86
Skladba se je prvič predstavila na Pop delavnici '86, v šesti predtekmovalni oddaji. Na finalni oddaji, ki je 7. junija potekala v studiu 2 RTV Slovenija,  pa je skladba zmagala, saj je dobila prvo nagrado občinstva.

## Snemanje
Snemanje je potekalo v studiih Metro, Top Ten in Studio 14 (RTV Ljubljana). Skladba je bila izdana na kompilaciji Pop delavnica '86 in istoimenskem studijskem albumu skupine Srce je popotnik, oboje pri založbi ZKP RTV Ljubljana na kaseti.

## Zasedba

### Produkcija
- Toni Kapušin – glasba
- Ivan Sivec – tekst
- Obvezna smer – aranžma
- Iztok Černe ali Dare Novak ali Borivoj Savicki – tonski snemalec

### Studijska izvedba
- Toni Kapušin – solo vokal
- Franci Kebler – kitara, vokal
- Slavko Vesel – bas kitara, vokal
- Dario Plesničar – bobni
- Ivo Žavbi